# Eubazus tridentatus
Eubazus tridentatus är en stekelart som först beskrevs av Martin 1956.  Eubazus tridentatus ingår i släktet Eubazus och familjen bracksteklar. Inga underarter finns listade i Catalogue of Life.